# Ventrifossa nasuta
Ventrifossa nasuta är en fiskart som först beskrevs av Smith, 1935.  Ventrifossa nasuta ingår i släktet Ventrifossa och familjen skolästfiskar. Inga underarter finns listade i Catalogue of Life.